# Volta ao Alentejo de 2012
A 30ª edição da Volta ao Alentejo foi disputada entre 22 e 25 de Março de 2012.

## Equipas
| Equipa                        |
| ----------------------------- |
| Carmim-Prio                   |
| Onda                          |
| LA-Antarte                    |
| Efapel-Glassdrive             |
| Louletano–Dunas Douradas      |
| C.C. JM Nicolau               |
| Mortágua                      |
| Liberty Seguros –SM Feira     |
| ASC–KTM–Vitória               |
| Maia                          |
| OFM-Valongo                   |
| Spol Nova Caixa Galicia       |
| Burgos - BH – Castilla e Leon |
| ORBEA Continental             |
| Team Bonitas                  |
| Rabobank                      |
| Itera-Katusha                 |
| CCC POLSAT                    |
| Team NSP                      |
| Team Lokosphink               |

## Etapas
| Etapa | Data        | Ligação                  | Distância | Vencedor da etapa | Equipa                   | Líder da classificação geral individual | Equipa                   |
| 1ª    | 22 de Março | Castelo de Vide-Redondo  | 165.8 km  | Jorge Montenegro  | Louletano–Dunas Douradas | Jorge Montenegro                        | Louletano–Dunas Douradas |
| 2ª    | 23 de Março | Portel-Santiago do Cacém | 191.3 km  | Alexey Kunshin    | Team Lokosphink          | Alexey Kunshin                          | Team Lokosphink          |
| 3ª    | 24 de Março | Odemira-Ourique          | 168.6 km  | Sergey Shilov     | Team Lokosphink          | Samuel Caldeira                         | Carmim-Prio              |
| 4ª    | 25 de Março | Mértola-Grândola         | 151 km    | Filipe Cardoso    | Efapel-Glassdrive        | Alexey Kunshin                          | Team Lokosphink          |